# Lúcio Antônio Caldeira
Lúcio Antônio Caldeira (São Francisco do Sul — ?) foi um político brasileiro.
Foi deputado à Assembleia Legislativa de Santa Catarina na 5ª legislatura (1904 — 1906), na 6ª legislatura (1907 — 1909), e na 7ª legislatura (1910 — 1912).